# スバル・クロストレック
クロストレック（CROSSTREK）は、SUBARUが製造・販売するCセグメントのコンパクトクロスオーバーSUVである。
元々はXVの北米市場における名称であったが、2022年発表のモデルから全世界共通で「クロストレック」の名称に統一された。本項では2022年発表のモデルを便宜上「日本国内初代」と表現するが、北米市場におけるクロストレックの通算としては「3代目」にあたる。

## 日本国内初代（通算3代目）GU系（2022年 - ）
各視点による世代数については以下の通りである。
- インプレッサ全体として：6代目
- インプレッサXV/XVからの通算：4代目
- 米国視点での｢クロストレック｣として：3代目

先代まではベースとなるインプレッサのフルモデルチェンジ後に発売されていたが、本世代ではインプレッサの6代目への移行に先んじてフルモデルチェンジが行われた。
先代となるGT系XVからの大きな改良点としては、ボディ全体の骨格を強固に組み立ててから外板パネルを溶接する「フルインナーフレーム構造」の採用、ルーフパネルの部分での高減衰マスチック（弾性接着剤）の採用、運転支援システム「アイサイト」が新世代型に最新化され、ステレオカメラユニットは画像認識ソフトウェアや制御ソフトウェアの改良により画角が約2倍に拡大され、ユニット自体をフロントガラス取り付け式に変え、レンズに誤って触れることがないようにレンズフードが追加された。さらに、二輪車や歩行者の認識用として日本市場向けスバル車で初となる広角単眼カメラが追加されたことが挙げられる。また、4つのカメラ映像を合成して車両の周辺360度を映し出す3Dビュー/トップビュー機能を備えた「デジタルマルチビューモニター」が設定され、交差点の右左折時に進行方向を照らすLEDコーナリングランプがスバル車で初採用された。ユーロNCAP試験項目への対応として、欧州、豪州、中国市場仕様ではスバル車として初めてファーサイドエアバッグ（運転席と助手席との間のエアバッグ）が搭載される。
センターインフォメーションディスプレイはグレードにより7インチもしくは11.6インチを採用するとともに、11.6インチにはBluetoothを内蔵し、ワイヤレス接続対応のApple CarPlayや有線接続のAndroid Autoに対応したインフォテインメントシステムを内蔵。コネクティッドサービスの「SUBARU STARLINK」にも対応しており、リコールなどの車両を安全に利用するための重要な情報の通知や車載通信機のソフトウェアの最新版への更新が可能。有料のサービスを申込むことで、先進事故自動通報「ヘルプネット」や24時間対応のコールセンターへの接続が可能なことに加え、第3世代クロストレックでは離れた場所からスマートフォンで解錠・施錠、自車の位置検索などが可能なリモートサービスや車内Wi-Fi（SUBARU クルマ de ネット）にも対応している。 また、what3wordsの車載システムを国内で販売されるSUBARU車で初めて搭載している。
新型クロストレックは2022年9月15日に世界初公開され、同年12月1日に日本仕様車の価格が発表された。2022年末より日本市場へ導入されるのを皮切りに、順次世界各国での展開を予定していることが発表された。

### 日本仕様車
エンジンは排気量2.0L e-BOXER（マイルドハイブリッド）システム（FB20型エンジン+MA1型モーター）が引き続き採用されるが、XVに設定されていた1.6Lモデルは廃止された。また、「アクティブトルクスプリットAWD」を採用した四輪駆動モデルに加えて、マイルドハイブリッドモデルに関してはインプレッサのクロスオーバーモデルとしてはインプレッサXV以来となる前輪駆動モデルが設定される。トランスミッションは引き続きリニアトロニックCVTのみを搭載する。
2024年12月に追加されたe-BOXER（ストロングハイブリッド）システムは、トヨタ・ハイブリッド・システムをベースとし、ストロングハイブリッド専用に排気量が拡大された2.5L FB25型エンジンに2モーター（駆動用+発電用）とフロントデファレンシャルギヤなどが一体化されたトランスアクスル、4.3Ahのリチウムイオンバッテリーを組み合わせたシリーズ・パラレル方式のハイブリッドシステムとなる。マイルドハイブリッドモデルと同じく電子制御AWDを踏襲しているが、新たに機械的・電力的なロスの低減による燃費性能向上を図るため、AWD制御が過剰となる場合（路面状況の良い自動車専用道路を一定速度で直進走行している時等）にクラッチを自動的に開放して前輪駆動へ切り替えるクラッチ開放制御が備わる。また、マイルドハイブリッドAWD車では荷室フロア下に搭載されていたパワーコントロールユニットがエンジン上部に変更されたことにより燃料タンク容量が63Lに大容量化された。
日本仕様車は「Touring」と「Limited」の2グレードで、税込価格は2,662,000円から3,289,000円。ボディ色は第2世代SUBARU XV（2021年12月一部改良モデル）からクリスタルホワイト・パール（有料色）、アイスシルバー・メタリック、マグネタイトグレー・メタリック、クリスタルブラック・シリカ、ピュアレッド、サファイアブルー・パール、ホライゾンブルー・パールの7色を踏襲し、新色のオアシスブルー（有料色）とオフショアブルー・メタリック（有料色）を加えた全9色とされた。2024年9月の一部改良でホライゾンブルー・パールと入れ替わりでデイブレイクブルー・パールを追加。2025年7月の一部改良でサンドデューン・パール（有料色）とシトロンイエロー・パール（有料色）を追加設定した一方、オアシスブルー（有料色）、オフショアブルー・メタリック（有料色）、デイブレイクブルー・パールのブルー系3色が廃止されたため、合計8色の設定となった。

#### 年表
- 2022年
  - 9月15日 - 世界初公開。日本仕様プロトタイプの概要・主要諸元も公開された[2]。
  - 11月11日 - 販売店での先行予約（受注受付）が開始された[10]。
  - 12月1日 - 価格とボディ色が発表された。
- 2024年
  - 9月13日 - 一部改良が発表された[11]。
  - 10月17日 - 新開発のパワートレイン「ストロングハイブリッド」を搭載したモデルを12月に発表することを表明し、同日より先行予約受け付けが開始された[12][13][14]。
  - 12月5日 - ストロングハイブリッド搭載モデルの「Premium S:HEV」と「Premium S:HEV EX」を追加[9][15][16]。

18インチアルミホイール（ダークメタリック塗装+切削光輝）・ファブリックシート表皮（グレー(シルバーステッチ)）・サブトランクがストロングハイブリッド専用に、内装加飾の一部がブレイズガンメタリックへそれぞれ変更されるほか、パワーメーターやブラックトリムが追加され、アクセサリーコンセント（AC100V/1500W）のメーカー装着オプションを設定。サイドとリアに装着されているe-BOXERオーナメントもストロングハイブリッド専用のデザインへ変更される。「Premium S:HEV EX」は12.3インチフル液晶メーター、ナビゲーション機能、アイサイトX テクノロジー（高度運転支援システム）が追加で標準装備され、本革シート（「Limited」に設定されている仕様とは異なり、シルバーステッチ付のグレー）やサンルーフのメーカー装着オプションが設定される。
- 2025年
  - 3月13日 - 特別仕様車「Limited Sun Blaze Edition」が発表された[17]。

「Limited」をベースに、ボディカラーに専用色のサンブレイズ・パールを採用。内装はインパネ加飾パネル（カーボン調）、リング加飾（インパネセンター・シフトパネル）、本革巻シフトレバー、本革巻ステアリングホイールをストロングハイブリッド車と同じブレイズガンメタリック塗装に、本革巻ステアリングホイール・シフトブーツ・センターコンソールリッド（グレー）のステッチがオレンジに、ドアトリムはオレンジステッチとカーボン調ブレイズガンメタリック加飾が施されたグレー表皮巻へそれぞれ変更され、ベース車ではメーカー装着オプションとなるナビゲーション機能が特別装備され、本革シートはオレンジステッチ付グレーの専用仕様で特別装備された。なお、本モデルは発表日から2025年5月19日までの注文受付となる。
  - 7月10日 - 一部改良及び特別仕様車「Limited Style Edition」が発表された[18]。

「Limited Style Edition」は「Limited」をベースに、18インチアルミホイールをダークメタリック塗装に、LEDフロントフォグランプの加飾・内装のステッチ・ルミネセントメーターのリング照明をイエローに、フロントグリルバー・リアガーニッシュ・ルーフスポイラー・電動格納式リモコンドアミラーをブラック塗装に、本革巻ステアリングホイール・シフトブーツ・シフトパネルリングの加飾及びインパネ加飾パネル・インパネセンターリング加飾・シフトパネルリング加飾の塗装をブレイズガンメタリックにそれぞれ変更され、シートはフルトリコットでイエローのアクセントが施された専用仕様となる。また、ブラックルーフ&ピラートリム、ベースグレードではメーカー装着オプション設定となるナビゲーション機能とルーフレール（ブラック塗装）が特別装備される。ボディカラーはシトロンイエロー・パールを除く7色が設定される。

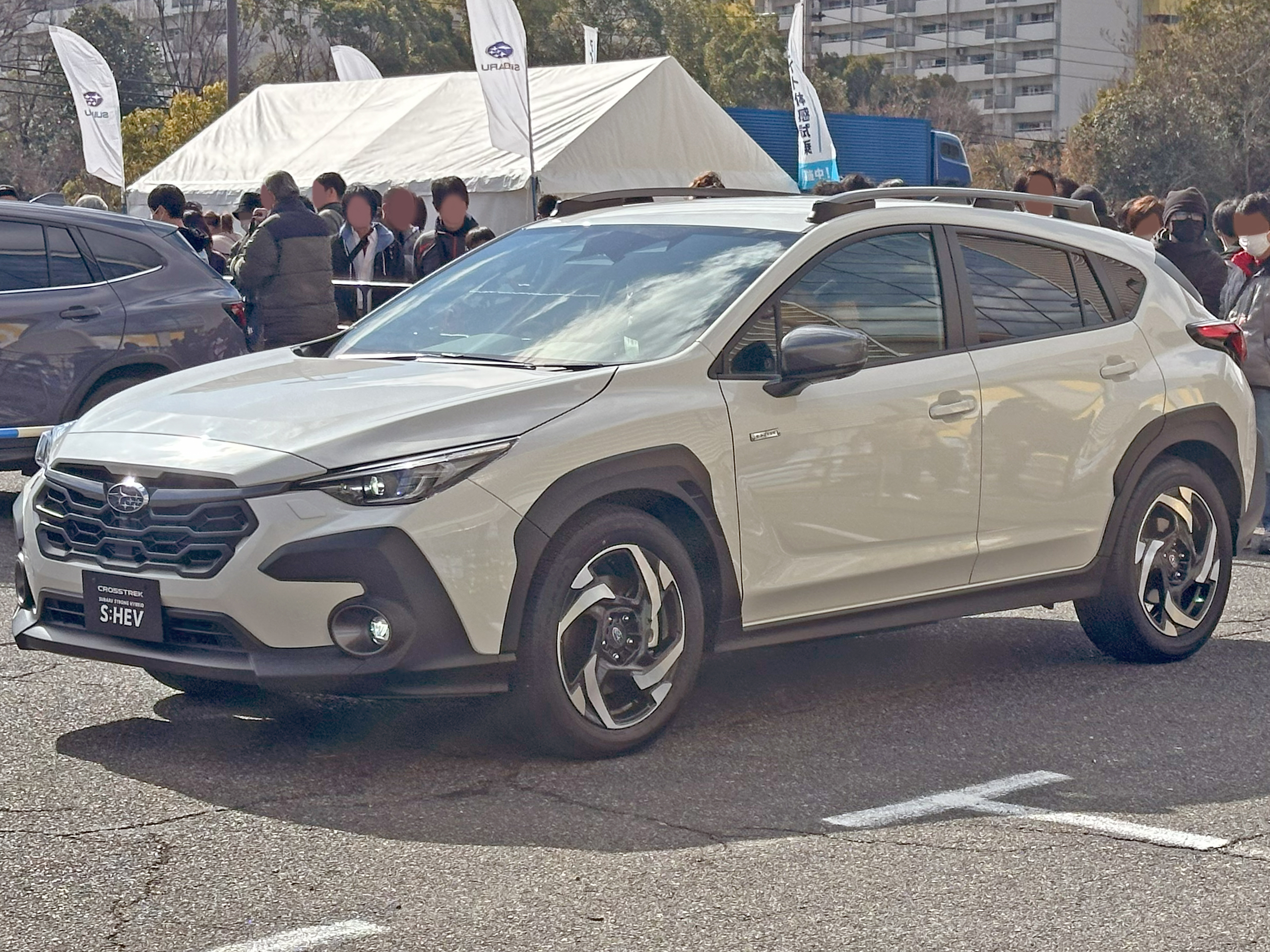
Premium S:HEV EX
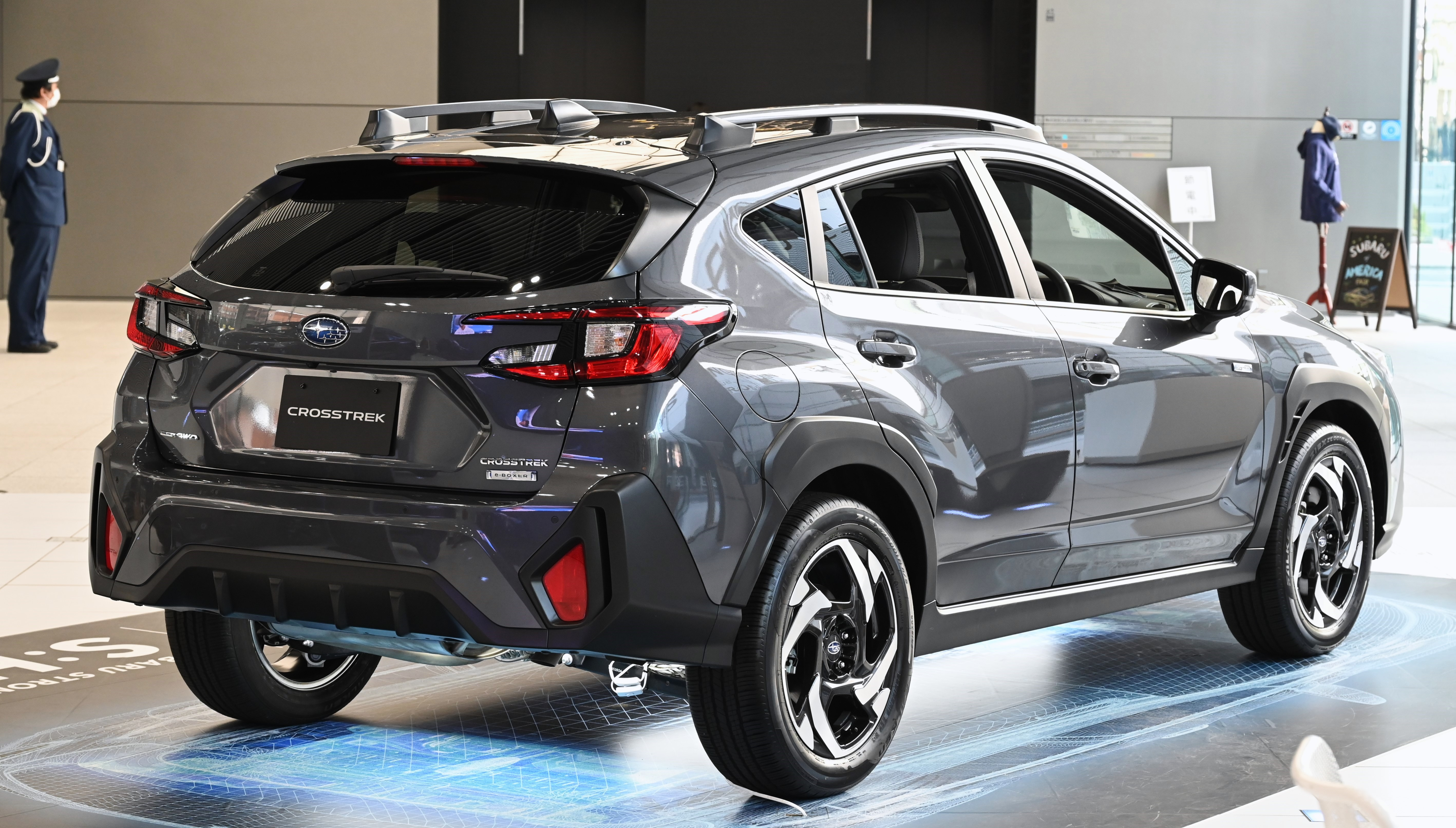
Premium S:HEV EX リア

### アメリカ合衆国
米国仕様第3世代クロストレック（2024モデルイヤー）は、Base、Premium、Sport、Limitedの4グレード構成で、SportとLimitedグレードは2.5Lエンジン、それ以外は2.0Lエンジンを搭載する。トランスミッションは全グレードともリニアトロニックCVTを採用する。SportとLimitedのみX-MODEがdual-functionとなる。
先代まではインプレッサスポーツとインプレッサセダンを除くクロストレックの北米向け全グレードが日本の群馬県太田市の矢島工場で生産され、川崎港から輸出されていたが、クロストレックとしては初めて2.5L仕様のSportとLimitedが米国インディアナ州のスバル・オブ・インディアナ・オートモーティブで生産されることとなった。一方で2.0L仕様であるBaseとPremiumは日本の群馬県太田市での生産が継続される。最低地上高は8.7インチ (220 mm) で日本仕様よりも20 mm高い。

### クロストレック・ウィルダネス
2023年4月、米国向けにオフロード指向のモデルであるクロストレック・ウィルダネス（Crosstrek Wilderness）が発表された。アウトバック・ウィルダネスとフォレスター・ウィルダネスに続く、「ウィルダネス」ファミリーの第三弾である。最低地上高が通常モデルより0.6インチ高い9.3インチ（236 mm）に設定されており、それに伴ってアプローチアングル、デパーチャーアングル、ブレイクオーバーアングルも大きくなっている。エンジンは排気量2.5Lで、差動装置が強化されており、最大牽引重量も通常モデルの1500ポンドから3500ポンドに強化されている。最終減速比は3.70:1から4.11:1に変更されている。

## 車名の由来
車名はクロスオーバー（crossover）とトレッキング（trekking）からの造語である。